# Place des Béguinages
La place des Béguinages est une place du centre de Liège où se trouvait le béguinage Saint-Christophe.

## Toponymie
La place porte le nom des béguinages présents dans ce quartier du XIVe au XVIIIe siècle.

## Description
À l'écart des grands axes, cette place pavée forme un carré d'habitations regroupées autour d'un espace vert planté d'une demi-douzaine de marronniers.

## Voies adjacentes
- Rue Lambert-le-Bègue
- Rue Trappé
- Rue Frère-Michel